# 제3대 파머스턴 자작 헨리 존 템플
제3대 파머스턴 자작 헨리 존 템플(Henry John Temple, 3rd Viscount Palmerston, KG, GCB, PC, FRS; 1784년 10월 20일 – 1865년 10월 18일)은 영국의 정치가로 19세기 중반에 걸쳐 두 차례 총리로 역임하였다. 파머스턴은 영국이 제국주의 강국의 정점에 오른 시기인 1830년부터 1865년까지 영국 대외 정책을 주도했다. 그는 토리당에서 의원 경력을 시작하다 1830년 휘그당으로 정당을 옮겼으며, 1859년 새로 창당한 자유당의 첫 총리가 되었다. 그는 영국 대중들에게 매우 유명했다. 데이비드 브라운은 “파머스톤이 대중들에게 어필할 수 있었던 중요한 점으로는 그의 역동력과 열의가 있었다”라고 주장한다.
헨리 템플은 아버지의 아일랜드 작위(이는 그를 상원이 아닌 하원에 앉게끔 하였다.)를 이어 1802년 3대 파머스턴 자작이 되었다. 그는 1807년 토리당 의원이 되었다. 1809년부터 1828년까지 그는 전시장관(Secretary at War)에 재임하여 군 재정을 담당했다. 그는 조지 캐닝이 총리가 된 1827년 처음 장관급 직위를 맡게 되었으나, 다른 친캐닝계 의원들(Canningites)처럼 1년 뒤 사임하게 된다. 파머스턴은 1830년-1834년, 1835년-1841년, 1846년-1851년 외무장관(Foreign Secretary)을 역임했다. 그는 외무부에서 유럽에서 연이어 발생한 충돌을 효과적으로 대처했다.
1852년 애버딘은 연립정부를 꾸렸다. 친필계 의원들(Peelites)은 존 러셀 경이 외무장관이 되어야 함을 주장하며, 파머스턴으로 하여금 내무장관(Home Secretary)를 맡도록 압박하였다. 내무장관으로서 파머스턴은 선거개혁에는 반대했으나, 여러 사회개혁을 제정했다. 애버딘의 연립정부가 1855년 크림 전쟁 처리로 인하여 붕괴할 때, 파머스턴은 의회 과반수를 유지할 수 있을 유일한 인물이었으며, 그렇게 총리가 되었다. 그는 1855년-1858년, 1859년-1865년에 걸쳐, 과반수 넘게 늘어난 의석수를 달성하여 총선에서 승리한지 몇 달 지나 80세의 나이로 사망할 때까지 두 차례 총리직을 수행했다. 그는 재임중 사망한 마지막 영국 총리이다. 파머스턴은 영국 민족주의를 고무시키면서 대중들의 여론을 능숙히 지배했다. 빅토리아 여왕과 대부분의 정치 지도자들은 그를 불신했으나, 그는 언론과 대중들의 지지를 받으며 이를 유지했으며, 그들로부터 “팜(Pam)”이라는 애정 어린 별명까지 받았다. 파머스턴의 약점으로는 미숙한 인간 관계, 대외 정책을 결정하는 데 있어서의 왕실의 역할에 관한 여왕과의 지속적인 의견 충돌 등이 제기되었다.
역사가들은 그가 큰 위기들에 잘 대처한 점, 세력균형을 이루고자 한 그의 헌신(많은 충돌에 있어서 영국에게 결정적인 중개역을 마련해준), 그의 분석 능력, 그가 영국의 이해관계에 전념한 점을 들어, 파머스턴을 가장 위대한 외무장관 중 하나로 꼽는다. 인도, 중국, 이탈리아, 벨기에, 스페인과의 관계에 있어서 그의 정책은 영국에게 광범위하고 오래 지속될 유익한 결과를 가져왔다. 허나 프랑스, 오스만 제국, 미국과의 관계에서는 이와 비교했을 때 더 한시적인 결과만을 보여줬다.

## 생애 초반: 1784년-1806년

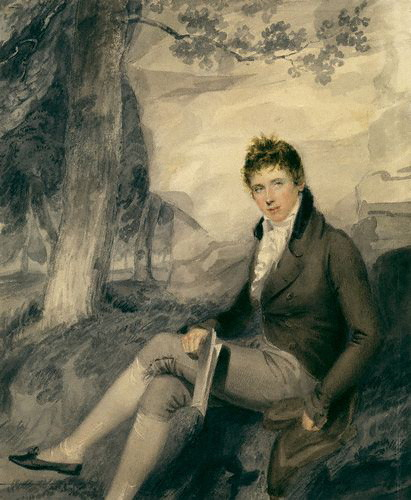
1802년의 템플(18세), 토머스 히피 작

헨리 존 템플은 1784년 10월 20일 템플 가문의 아일랜드파로 웨스트민스터의 가정집에서 태어닜다. 가문은 아일랜드 작위를 지녔으나, 그는 거의 한번도 아일랜드를 방문하지 않았다. 아버지는 영국-아일랜드 귀족인 2대 파머스턴 자작(1739년-1802년)이었으며, 어머니 매리(1752년-1805년)는 런던 상인 벤저민 미의 딸이었다. 1792년부터 1794년까지 파머스턴은 가족 동반으로 긴 대륙 편력에 나섰다. 이탈리아에 머무는 동안 그는 유창한 이탈리아어 회화와 작문을 자신에게 가르친 이탈리아인 선생을 만났다. 파머스턴의 가족은 아일랜드 북서부에 있는 카운티 슬라이고 북쪽에 큰 시골 사유지를 소유했다.
그는 해로우 스쿨에서 교육을 받았다(1795년-1800년). 1대 준남작 어거스터스 클리포드 경 제독은 학창시절 파머스턴, 알터프 자작, 던캐넌 자작의 심부름꾼 후배 노릇을 했는데, 훗날 말하길 셋 중 파머스턴이 가장 자비로웠다고 회고했다. 템플은 학교에서 자주 주먹다짐을 벌였으며 해로우 동창들은 그가 자기보다 두 배나 큰 불량배들을 상대로 맞서던 이로 기억했다. 헨리 템플의 아버지는 1799년 아들을 서민원으로 데려갔는데, 거기서 어린 파머스턴은 윌리엄 피트 총리와 악수를 했다.
이후 템플은 에든버러 대학교에 진학하여(1800년-1803년), 스코틀랜드 철학자 애덤 퍼거슨과 애덤 스미스의 친구이던 더걸드 스튜어트로부터 정치 경제학을 배웠다. 템플은 이후 에딘버러 대학 시절을 “내가 지닌 유용한 지식과 마음가짐 그 무엇이든 만들어 낸” 시기였다며 설명했다. 민토 경은 헨리 템플이 매너있고 매력적이라며 이 젊은 파머스턴의 부모에게 편지를 썼다. 스튜어트는 친구에게 템플에 관한 내용을 편지에 썼다. “성품과 품행의 측면에서 그는 주변 친구들이 바랄만한 모든 것이다. 더욱이 나는 이 생애에 걸쳐 그보다 더 나무랄 데 없는 인물, 또는 더 호감가는 성품을 지닌 이를 봤다고 말할 수 없으리라.”
헨리 템플은 18살이 되기 전인 1802년 4월 17일, 아버지의 파머스턴 자작위를 이어받았다. 또한 그는 아일랜드 서부에 있는 카운티 슬라이고 북쪽의 광대한 시골 사유지 역시 상속받았다. 훗날 그는 이곳에 클래시본 성을 짓는다. 파머스턴은 케임브리지 대학교 세인트 존스 칼리지에 진학했다(1803년-1806년). 귀족으로서 그는 무시험으로 석사 학위를 받을 수 있었으나, 파머스턴은 시험에 통과해서 학위를 받기를 원했다. 이는 거절당했지만 그는 따로 대학 시험을 치루도록 허락받았으며, 일등급 우수 학위를 받는다.
1803년 영국이 프랑스에 전쟁 선포를 하자, 파머스턴은 프랑스의 침공을 막고자 고무되어 의용병에 자원하였으며 세인트 존스 칼리지 출신 의용병 장교 세 명 중 하나가 되었다. 또한 그는 롬지 의용병 중령 지휘관으로 임명되었다.

## 정치 활동 초반: 1806년-1809년
1806년 2월, 파머스턴은 케임브리지 대학교 선거구 선거에서 패배하였다. 11월에는 호섐 선거구에서 당선되었으나 1807년 1월 서민원에서 과반수의 휘그당이 그의 의석을 박탈하는 청원에 투표하자 의석을 잃게 되었다.
치체스터 경과 맘즈버리 경의 후원으로 파머스턴 경은 포틀랜드 공작 내각의 차석해군장관(Junior Lord of the Admiralty)직을 받았다. 파머스턴은 5월에 다시끔 케임브리지 선거구로 출마했으나 지지자들로 하여금 2인 선거구에서 토리당 후보가 당선되는 것을 확실히하고자 다른 토리당 후보자에 투표하도록 권하여 세 표 차이로 패배했다.
파머스턴은 1807년 6월 와이트섬 누포트의 부패 선거구의 토리당 의원으로 국회에 입성하였다.
1808년 2월 3일 파머스턴은 외교 행위에서의 기밀 유지, 코펜하겐 폭격, 코펜하겐 전투에서 왕립 해군으로 덴마크 해군을 나포하여 파괴할 것을 지지해 줄 것을 성명하였다. 덴마크는 중립국이었으나 나폴레옹은 일전의 틸시트 조약에서 러시아와 대영 해군 동맹을 만들자고 합의하였는데, 이 조약에서 영국 침공에 덴마크 해군을 사용하자는 내용이 담겨있었다. 이를 사전에 방지하고자, 영국은 덴마크에게 종전까지 덴마크 해군을 일시적으로 영국에 넘길지, 아니면 덴마크 해군을 파괴할 것인지 선택하라고 제안했다. 덴마크는 순응하길 거부하였고, 코펜하겐은 폭격당했다. 파머스톤은 덴마크 함대의 통제권을 가져가려는 나폴레옹의 야망을 언급하는 맺음말을 통해 이 공격을 정당화했다.
프랑스라는 거대한 세력이 약소국으로 하여금 억지로 잉글랜드의 적이 되게끔 강요한다는 연유로 이는 옹호할 수 있소... 자국의 행위를 정당화하는 데 있어 잉글랜드가 호소하는 것은 바로  자위권이오. 덴마크가 본국을 향해 어떠한 적의라도 표명했더라면, 우리가 보복이란 수단을 정당화했어야 할 것임은, 존경하는 의원님과 그 지지자들에 있어 명백하오. 덴마크는 본국에 자주적인 적의를 보이는 것과 같은 국면에서, 자위권이 적용되자 본국을 향한 적의를 강요당하고 있소. 부오나파르트가 타국을 향해 해왔듯이 덴마크에게 하기를 어느 정의로운 관점으로 억누를 것임을 그 누가 믿겠소?...잉글랜드가 국권의 근본기조인 자위권에 근거하여, 덴마크로부터 프랑스가 강제적으로 적극적인 적의로 바꿀지도 모르는 중립을 지킬 것을 요구하는 것은 정당하오.

1807년 12월 24일 친구에게 보낸 편지에서 파머스턴은 전 휘그당 의원 에드먼드 버크가 “정치 예언의 영광”를 이뤘다며 기술했다. 이는 대영제국 대외정책에 있어서의 그의 행보를 암시하게 될 것이다.

## 전시장관: 1809년-1828년

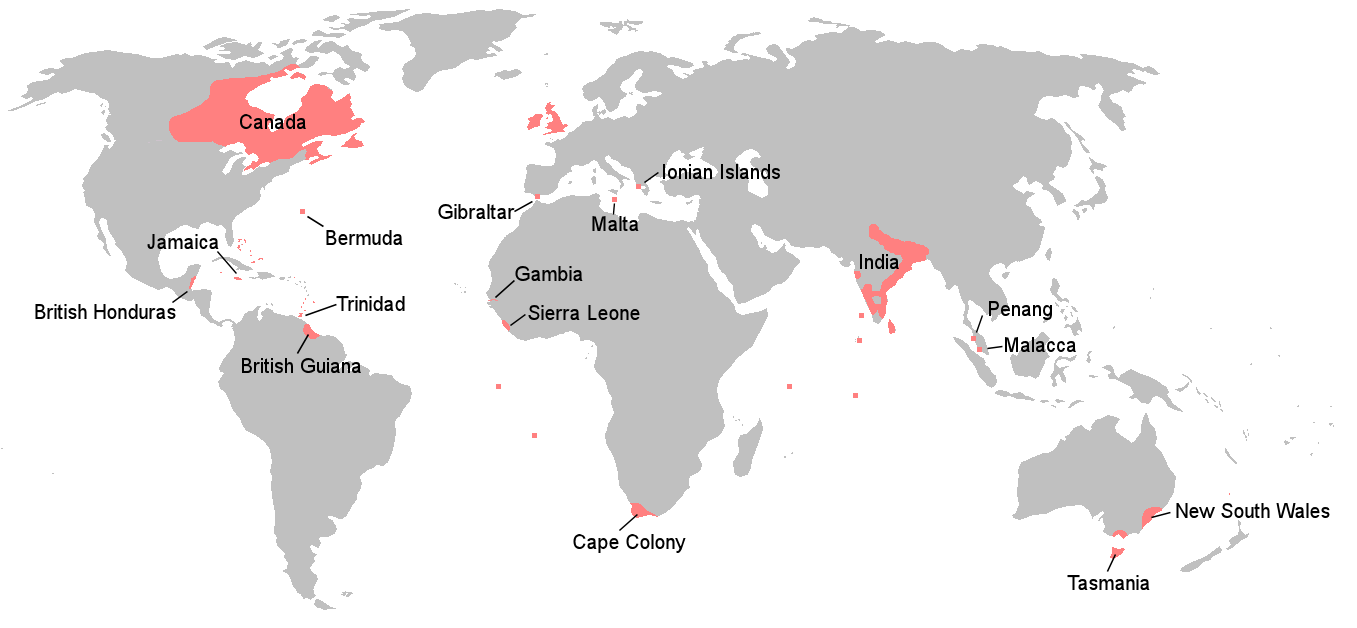
1815년 나폴레옹 전쟁이 끝난 무렵의 대영제국.

파머스턴의 연설은 성공적이어서 1809년 내각을 형성한 스펜서 퍼시벌은 그에게 19세기 중반보다는 덜 중요한 직위였던 재무장관직을 제안한다. 파머스턴은 군대 재무만을 중점으로 담당하던 전시장관직이 되기를 선망하였다. 1827년까지 내각에서 자리를 얻지 못했던 파머스턴은 20년간 전시장관으로 머물렀다.
1818년 4월 1일 봉급 절반을 받던 전역한 장교로 전쟁성의 연금 지원에 불만을 갖고 있었고 미치광이이기도 한 데이비스 중위는 파머스턴 경이 전쟁성 계단을 걷고 있을 때 저격하였다. 총알은 그의 등을 스쳤고 상처는 경미했다. 데이비스가 미치광이라는 사실을 알게 되자 파머스턴은 법정에서 그에게 법적 지원을 해주었다 (데이비스는 베들렘 왕립 병원으로 보내졌다).
케슬레이가 1822년 자살하자, 2대 리버풀 백작 로버트 뱅크스 젱킨슨의 토리 내각은 정치 계파로 분열되기 시작했다. 토리 내각에서 더 자유주의를 표방한 계파는 조지 캐닝이 외무장관, 하원의장이 되며 주도권을 잡았다. 윌리엄 허스키슨은 자유무역 기조를 옹호하고 적용했으며, 가톨릭 해방령이 열린 문제로서 대두되기 시작했다. 파머스턴은 내각에 있지는 않았지만, 진심으로 캐닝과 그 교우들의 정책을 지지했다.
1827년 4월 리버풀 경이 은퇴하고 캐닝이 총리로 지명되었다. 로버트 필 경이 있던 보수주의 토리당 계파는 지지를 철회했으며, 후기 내각의 자유주의 계파와 휘그당의 연정이 이뤄졌다. 재무장관직이 파머스턴에게 주어지자 그는 수락했으나 왕과 존 찰스 헤리스 사이의 뒷공작으로 임명은 좌절되었다. 파머스턴경은 전시장관에 머물렀으나 처음으로 내각에서 자리를 얻었다. 캐닝 행정부는 총리의 죽음으로 고작 4개월만에 끝났으며, 고드리치 내각이 뒤를 이었으나 1년 남짓 버텼다.
친캐닝계는 큰 영향력을 지닌 채 남았으며, 웰링턴 공작은 이어서 형성된 본인의 정부에 파머스턴, 허스키슨, 찰스 그랜트, 윌리엄 램, 더들리 경을 넣고자 서둘렀다. 허나 맨체스터와 버밍엄 의회 대표에 관한 문제로 발생한 웰링턴과 허스키슨 사이의 논쟁은 허스키슨과 파머스턴이 포함된 허스키슨의 협력자들이 사임하는 결과를 낳았다. 1828년 봄, 20년이 넘게 전시장관으로 재임하던 파머스턴은 야당으로 옮겼다.
1828년 2월 26일 파머스턴은 가톨릭 해방을 옹호하는 연설을 펼쳤다. 그는 영국 "가톨릭에게 가해진 진정한 고통"을 해결하는 것과 동시에 가톨릭 해방을 반대한 국교회 교도들의 "가상의 불만"을 덜어주는 것은 부적절하다고 느꼈다. 또한 파머스턴은 더 많은 영국 남성에게 투표권을 확장하는 개혁안 통과 운동을 지지했다. 파머스턴의 전기 작가 중 한 명이 말하길, "많은 친피트계처럼, 이제는 토리당원이라는 딱지가 붙은 그는 마음속으로는 훌륭한 휘그당원이었다." 1829년 로마 가톨릭 해방령은 마침내 파머스턴이 야당에 있던 1829년 통과되었다. 대개혁법은 1832년 의회에서 통과되었다.

## 야당: 1828년-1830년

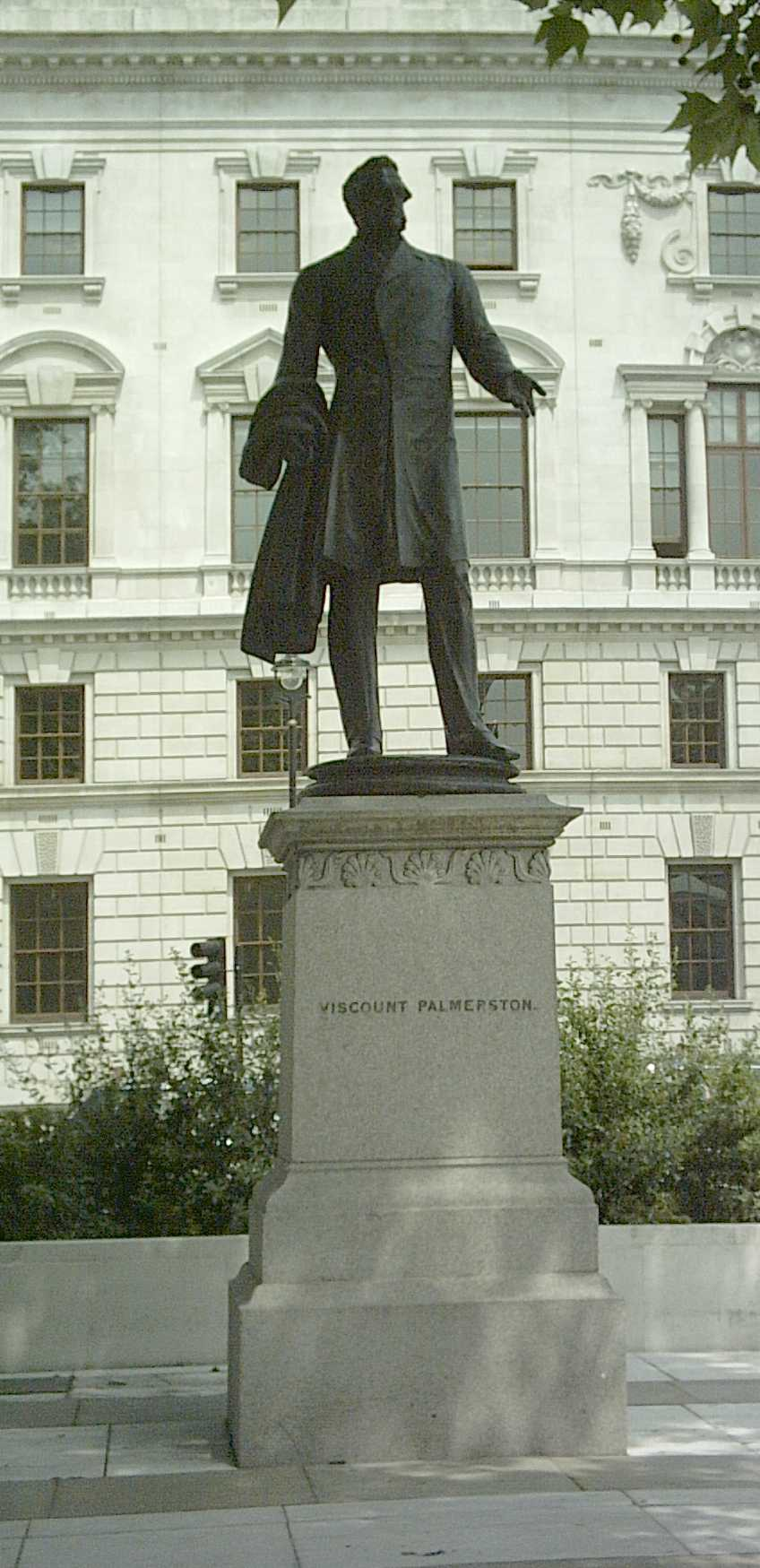
런던 팔러먼트 광장의 파머스턴 조각상. 토머스 울너 작.

파머스턴은 야당으로 당적을 바꾸며 대외 정책에도 관심을 기울였다. 그는 일전에 웰링턴에게 그리스 독립 전쟁에 적극적으로 개입할 것을 권고하기도 했으며, 파리에 여러 차례 방문하여 부르봉 왕조에게 닥칠 전복을 매우 정확하게 예측하기도 했다. 1829년 6월 1일 그는 외교 문제에 관한 대단한 첫 연설을 했다.
파머스턴 경은 웅변가가 아니다. 그의 언어에는 배움이 없고, 발표할 때는 무엇인가 쑥쓰러워한다. 허나 일반적으로 그는 적시적절하게 말할 단어들을 찾고는, 청중들의 역량과 성미에 가장 적절한 언어로 서민원에서 발언한다.
—"파머스턴 경", "브리태니커 백과사전 13판"

1830년 9월 웰링턴 공작은 내각에 재입성하도록 파머스턴이 설득하고자 시도했으나, 그는 두 주요 휘그당원, 랜즈다운 경과 그레이 경 없이는 그렇게 하지 않겠다며 거부했다. 이는 1830년 그의 정당에 대한 충성이 바뀐 전환점으로 볼 수 있으리라.

## 외무장관: 1830년-1841년
파머스턴이 힘찬 활력으로 외무장관직에 입성했으며 그곳에서 20년간 계속 영향력을 행사했다. 그는 1830년부터 1834년까지 - 그의 수업 시기 -, 1835년부터 1841년까지, 1846년부터 1851년까지 외무장관을 역임했다. 기본적으로 파머스턴은 프랑스, 벨기에 혁명이 있던 1830년부터 1851년 12월까지 영국 대외 정책 전반을 책임졌다. 그의 거친 방식은 "부석(浮石) 경"이라는 별명을 얻게끔 했으며, 외국 정부와의 관계에 있어서 그의 태도, 특히 말년의 태도는 "포함외교"의 시초였다.

## 외무장관: 1846년-1851년
파머스턴은 1846년부터 1851년까지 외무장관에 재임할 동안 전 유럽의 격렬한 격변에 개입했다. - 전기작가 데이비드 브라운은 그를 "화약장관"이라고 칭했다.

## 같이 보기
- 국제 관계 (1814년-1919년)